# Jorge Enrique Lozano Zafra
Jorge Enrique Lozano Zafra (Bogotá, 13 de abril de 1938) é bispo emérito de Ocaña.
Jorge Enrique Lozano Zafra foi ordenado sacerdote em 19 de dezembro de 1964.
O Papa João Paulo II o nomeou Bispo de Ocaña em 28 de junho de 1993. O núncio apostólico na Colômbia, Paolo Romeo, concedeu-lhe a consagração episcopal em 6 de agosto do mesmo ano; Os co-consagrantes foram Héctor Rueda Hernández, Arcebispo de Medellín, Darío Castrillón Hoyos, Arcebispo de Bucaramanga, e Rafael Sarmiento Peralta, Arcebispo de Nueva Pamplona.
O Papa Francisco aceitou sua aposentadoria em 15 de maio de 2014.